# Cola hispida
Cola hispida là một loài thực vật có hoa trong họ Cẩm quỳ. Loài này được Brenan & Keay mô tả khoa học đầu tiên năm 1956.